# 先奇齊
51°53′20″N 25°49′58″E / 51.88889°N 25.83278°E
先奇齊（烏克蘭語：Сенчиці），是烏克蘭西北部的村莊，隸屬里夫內州的瓦拉什區。該村始建於1585年，面積18.7平方公里，海拔高度140米，2001年人口163，人口密度每平方公里8.72人。